# Teoría del origen africano reciente de la humanidad

Etapas sucesivas de llegada del homo sapiens a diferentes regiones tras en función de la salida de África.
Homo sapiens
Neandertales
Homo erectus

La teoría del origen africano reciente de la humanidad es una propuesta arqueológica que sostiene que las poblaciones de Homo sapiens dejaron África y eliminaron a las poblaciones existentes de humanos en Asia y Europa. En la actualidad existen numerosas pruebas genéticas, arqueogenéticas y arqueológicas de que dicha teoría explica adecuadamente las observaciones sobre la genética de poblaciones y hallazgos arqueológicos más antiguos.
Alan R. Templeton, de la Universidad de Washington en San Luis, ha demostrado ahora que las poblaciones africanas se cruzaron genéticamente con las poblaciones euroasiáticas de neandertales y denisovanos. Así que el concepto de razas puras distintas no existe en los humanos. En 2002, Templeton analizó diez diferentes árboles de haplotipos y realizó análisis filogeográficos que reconstruyeron la historia de las especies a través del espacio y el tiempo. Tres años después, tenía 25 regiones para analizar, y los datos proporcionaron evidencia molecular de una tercera migración, la más antigua, de hace 1,9 millones de años. Este marco temporal concuerda sumamente bien con el registro fósil que muestra al Homo erectus expandiéndose fuera de África por entonces. Podemos encontrar esta teoría, desarrollada en Sapiens, una breve historia de la humanidad de Yuval Noah Harari, publicado en 2011. Es tanta la aceptación que tiene el autor por la teoría del origen africano (Out of Africa theory) que llega a ironizar sobre ella diciendo que una situación familiar de hace 2 millones de años sería muy parecido a una del siglo XXI. Los nuevos datos confirman una expansión fuera de África hace 700 000 años que fue detectada en el análisis de 2002.
Ambas expansiones (la de 1,9 millones de años y la de 700.000) coinciden con recientes datos paleoclimáticos que indican períodos de lluvias muy fuertes en África oriental, convirtiendo lo que es ahora el Desierto del Sahara en una sabana. En un entorno de viaje tan favorable, los movimientos de grandes poblaciones a través del área se vieron notablemente facilitados.

## Mezcla de humanos arcaicos y modernos
En 2010, fueron descubiertas fuera de África evidencia de humanos arcaicos (descendientes de los Homo heidelbergensis) mezclados con humanos modernos. Esto afecta primeramente a los neandertales mezclados con humanos modernos con la excepción de los sub-africanos, pero la evidencia también presenta a los homininos de Denisova mezclados en Australasia.
Se ha encontrado que el porcentaje de mezcla de los neandertales con asiáticos sería entre 2 a 3 % en recientes estudios de 2017.